# 喚き-1グランプリ
『喚き-1グランプリ』（わめきわんグランプリ）とは、芸人のハリウッドザコシショウが主催する「喚き」を品評する大会・企画である。
現在は不定期(隔年ペース)で開催されている。喚き-1GPとも表記。当初はハリウッドザコシショウのYouTubeチャンネル「ザコシの動画でポン!」にて自主制作・配信されていたが、第4回大会よりDVDの特典映像として規模を拡大し開催されている。

## 概要
- ハリウッドザコシショウが主催するお笑いライブ「ハリウッド寄席」の1コーナー「喚き」（ライブ出演の芸人が叫び、暴れ回る。アッパー度の高い企画）が好評を呼び、大会化。
- ルールは基本的に曖昧であり、「叫び」「暴れ」「会場内のウケ」を審査員が見たうえで、総得点または独断で優勝者が決定される。
- 演技のVTRが流れる前には両手を徐々に上げながら『喚きワ～ングランプリ!』と言うブリッジが決まって挿入される。
- 「世界中の喚きたいやつが集結」と謳っているが、ハリウッド寄席の1コーナーのため、出場者のほとんどがザコシショウの後輩である。
  - 第5回大会からは一般公募枠が新設され、ザコシショウと面識がなくても参加が可能になった。
- プレ大会開催後、第1回を開催。
- 賞金や副賞は用意されていない、いわゆるお遊びの企画だが、ザコシショウいわく「営業に行った時『喚き-1グランプリ優勝』と紹介された」「本当の賞レースと勘違いされて恥ずかしかった」と嘆いている[1]。しかし「M-1、R-1、キングオブコントと肩を並べるグランプリ」とも度々ネタにしている。
- 第5回からは小さなトロフィーが粗品として贈られている[2]。
- 2021年現在、「ザコシの動画でポン!」で配信されていた本編は非公開となっており、後に立ち上げられたコンテンツリーグが運営する「ハリウッドザコシショウの地獄大連発チャンネル」にて順次再配信されている。

## 公式ルール
※第5・6回大会制定
- 1人ずつでの出場。
- 喚き時間は90秒間以内。
- 内容・服装・小道具は自由。
- 音源、イラスト、写真など著作権・肖像権があるものは使用禁止。自作のものは使用可。
- ステージでそれぞれの喚きを披露。ハリウッドザコショウ＆ゲスト審査員により優勝者を決定。
- とにかく喚けば勝ち[4]。

## 歴代優勝者
| 回   | 配信日/発売日  | 優勝者                                | 所属事務所         | ファイナリスト | 一般枠応募数 |
| ---- | -------------- | ------------------------------------- | ------------------ | -------------- | ------------ |
| プレ | 2012年7月15日  | ゴールドハンバーグ （アンドレ）       | SMA NEET Project   | 3名            |              |
| 1    | 2012年11月16日 | 野沢ダイブ禁止 （虹の黄昏）           | げんしじん事務所   | 5名            |              |
| 2    | 2013年11月19日 | ハリウッドザコシショウ                | SMA NEET Project   | 7名            |              |
| 3    | 2015年2月15日  | 野沢ダイブ禁止 （虹の黄昏）           | げんしじん事務所   | 6名            |              |
| 4    | 2016年7月6日   | ウメ                                  | SMA NEET Project   | 8名            |              |
| 5    | 2018年4月15日  | ふるやいなや （スーパーニュウニュウ） | マセキ芸能社       | 10名           | 10名         |
| 6    | 2020年6月24日  | 野沢ダイブ禁止 （虹の黄昏）           | げんしじん事務所   | 11名           | 16名         |
| ７   | 2023年3月29日  | 永野                                  | グレープカンパニー | 10名           | 64名         |
| 7.5  | 2024年10月19日 | 野沢ダイブ禁止 （虹の黄昏）           | フリー             | 5名            |              |

## 歴代出場者

### プレ大会（会場：千川びーちぶ）
出場者
- ゴールドハンバーグ（アンドレ）
- ラブ守永
- ハリウッドザコシショウ

| 出場者                 | ネタ順 | 事務所           | 登場回数 |
| ---------------------- | ------ | ---------------- | -------- |
| ゴールドハンバーグ     | 1番    | SMA              | 初出場   |
| ラブ守永               | 2番    | サンミュージック | 初出場   |
| ハリウッドザコシショウ | 3番    | SMA              | 初出場   |

内容
- 2012年7月15日配信。
- プレ大会ということで、人数も少なく3人がエントリー。
- 人形を相手にエネルギッシュに暴れ回ったゴールドハンバーグが「今回の優勝候補」の言葉通りに優勝。審査方式はザコシショウの独断。

### 第1回（会場：なかの芸能小劇場）
ファイナリスト
- ゴールドハンバーグ（アンドレ）
- 桐野安生
- ゆっくん
- 一本釣3助（アンドレ）
- 野沢ダイブ禁止（虹の黄昏）

| 試合    | 試合    | ファイナリスト     | 結果 | 事務所           | 登場回数       |
| ------- | ------- | ------------------ | ---- | ---------------- | -------------- |
| 第1試合 | 暫定1位 | ゴールドハンバーグ | 勝利 | SMA              | 2大会連続2回目 |
| 第1試合 | 挑戦者  | 桐野安生           | 敗退 | SMA              | 初出場         |
| 第2試合 | 暫定1位 | ゴールドハンバーグ | 敗退 |                  |                |
| 第2試合 | 挑戦者  | ゆっくん           | 勝利 | SMA              | 初出場         |
| 第3試合 | 暫定1位 | ゆっくん           | 勝利 |                  |                |
| 第3試合 | 挑戦者  | 一本釣3助          | 敗退 | SMA              | 初出場         |
| 第4試合 | 暫定1位 | ゆっくん           | 敗退 |                  |                |
| 第4試合 | 挑戦者  | 野沢ダイブ禁止     | 優勝 | げんしじん事務所 | 初出場         |

内容
- 2012年11月16日配信。
- プレ大会優勝者のゴールドハンバーグを暫定1位に置き、挑戦者が挑んでいく方式に。
- 第2試合でゆっくんがゴールドハンバーグを下し最終第4試合に持ち込むもストーリー性とアッパー度の高かった野沢ダイブ禁止が優勝。
- 審査はザコシショウの独断。この回より出場者を「ファイナリスト」と呼称。

### 第2回（会場：なかの芸能小劇場）
ファイナリスト
- じろうちゃん（チャーミング）
- ゆっくん
- ジャンボ仲根Jr.
- ハリウッドザコシショウ
- 一本釣3助（アンドレ）
- まこと（だいごとまこと）
- 野沢ダイブ禁止（虹の黄昏）

| ファイナリスト         | ネタ順 | 事務所           | 登場回数       | ジャッジ① | ジャッジ② | ジャッジ③ | 得点計 |
| ---------------------- | ------ | ---------------- | -------------- | --------- | --------- | --------- | ------ |
| ハリウッドザコシショウ | 4番    | SMA              | 2大会ぶり2回目 | 8         | 10        | 9         | 27     |
| 野沢ダイブ禁止         | 7番    | げんしじん事務所 | 2大会連続2回目 | 10        | 9         | 7         | 26     |
| じろうちゃん           | 1番    | SMA              | 初出場         | 7         | 9         | 7         | 23     |
| まこと                 | 6番    | SMA              | 初出場         | 10        | 5         | 7         | 22     |
| ゆっくん               | 2番    | SMA              | 2大会連続2回目 | 1         | 8         | 3         | 12     |
| 一本釣3助              | 5番    | SMA              | 2大会連続2回目 | 1         | 0         | 0         | 1      |
| ジャンボ仲根Jr.        | 3番    | げんしじん事務所 | 初出場         | 0         | 0         | 0         | 0      |

内容
- 2013年11月19日配信。
- 採点制の審査方式を導入。喚き審査員3人(ジャッジ①・②・③と表記)が、持ち点10点（計30点）で採点を行い、得点の高い人間が優勝する方式に。YouTube内では確認できないが、審査員はだーりんず・小田、うえはまだ（解散）・植田、キャプテン渡辺が務めている。
- 内容はムシャ♡ムシャのこじちゃん（後輩の女性芸人）に思いを寄せるだいごとまこと・まことの心の叫びや、第1回大会優勝者・野沢ダイブ禁止の安定した喚きなどで白熱した展開に。
- 結果、ジャンボ中根Jr.を徹底的に口撃し、喚き散らしたハリウッドザコシショウが接戦を制して優勝。

### 第3回（会場：なかの芸能小劇場）
ファイナリスト
- ゆっくん
- 桐野安生
- まこと（だいごとまこと）
- 野沢ダイブ禁止（虹の黄昏）
- ジャンボ仲根Jr.
- ハリウッドザコシショウ

| ファイナリスト         | ネタ順 | 事務所           | 登場回数       | ジャッジ① | ジャッジ② | ジャッジ③ | 得点計 |
| ---------------------- | ------ | ---------------- | -------------- | --------- | --------- | --------- | ------ |
| 野沢ダイブ禁止         | 4番    | げんしじん事務所 | 3大会連続3回目 | 9         | 9         | 9         | 27     |
| ゆっくん               | 1番    | SMA              | 3大会連続3回目 | 8         | 8         | 9         | 25     |
| まこと                 | 3番    | SMA              | 2大会連続2回目 | 8         | 9         | 7         | 24     |
| 桐野安生               | 2番    | SMA              | 2大会ぶり2回目 | 5         | 4         | 2         | 11     |
| ジャンボ仲根Jr.        | 5番    | げんしじん事務所 | 2大会連続2回目 | 0         | 0         | 0         | 0      |
| ハリウッドザコシショウ | 6番    | SMA              | 2大会連続3回目 | 0         | 0         | 0         | 0      |

内容
- 2015年2月15日配信。
- 第2回でムシャ♡ムシャのこじちゃんへの思いを叫んだだいごとまこと・まことはキッチンパーク・ひとみちゃんを投入し優勝を狙うが一歩届かず。
- 優勝候補のザコシショウも前回と同じくジャンボ仲根Jr.を口撃した叫びで優勝を狙うが、0点という番狂わせ。
- 結果、第1回優勝者の野沢ダイブ禁止が安定の喚きを発し優勝。
- 審査方式は引き続き審査員3人の採点制。しかし、動画内ではザコシショウの「近所のキチガイのほうが喚いている」という独断（気まぐれ）により、未出場の人間が優勝というくだりで幕引きになっていた。第4回大会の説明、および以降の大会ではダイブが優勝になっている。
- 7.5回が行われるまで初出場組が1人も登場しない唯一の大会だった。

### 第4回（会場：新宿シアターモリエール）
ファイナリスト
- 松本りんす（だーりんず）
- 井上二郎（チャーミング）
- 桐野安生
- あぁ〜しらき
- ウメ
- ゆっくんちゃん
- 野沢ダイブ禁止（虹の黄昏）
- ハリウッドザコシショウ

| ファイナリスト         | ネタ順 | 事務所             | 登場回数       |
| ---------------------- | ------ | ------------------ | -------------- |
| 松本りんす             | 1番    | SMA                | 初出場         |
| 井上二郎               | 2番    | SMA                | 2大会ぶり2回目 |
| 桐野安生               | 3番    | SMA                | 2大会連続3回目 |
| あぁ～しらき           | 4番    | グレープカンパニー | 初出場         |
| ウメ                   | 5番    | SMA                | 初出場         |
| ゆっくんちゃん         | 6番    | SMA                | 4大会連続4回目 |
| 野沢ダイブ禁止         | 7番    | げんしじん事務所   | 4大会連続4回目 |
| ハリウッドザコシショウ | 8番    | SMA                | 3大会連続4回目 |

内容
- 2016年7月6日に発売したDVD『ハリウッドザコシショウのものまね100連発ライブ!』の特典映像[1]として開催。本DVDには第1回～第3回大会も収録。
- DVD収録ということもあり、演出面(カメラワーク・編集)が強化されている。
- 初出場組（りんす、しらき、ウメ）、常連組（じろう、桐野、ゆっくん）、優勝経験組（ダイブ、ザコシ）という枠組みになる。
- 審査方式は特別審査員として登場したバイきんぐ西村（プッシー西村）の独断。途中まで自分が出場者として呼ばれたと勘違いしており、エキシビジョンという形で喚きも披露。
- トップバッターの松本りんすは高評価を得るものの、2番手・井上二郎の老いが見える喚きや、続く桐野安生とあぁ～しらきのネタが被るなど大会は今一つの立ち上がり。
- しかし後半の出場者は「喚き」と「ディスり」は履き違えたゆっくんちゃんを除き高い評価を得た。
- 結果、りんす・ウメ・ダイブ・ザコシが候補に残り、初出場のウメが優勝。

### 第5回（会場：新宿シアターモリエール）
ファイナリスト
- チャーミング二郎
- 野沢ダイブ禁止（虹の黄昏）
- ともしげ（モグライダー）- 一般公募組
- おほしんたろう　- 一般公募組
- ウメ
- 桐野安生
- あぁ～しらき
- ふるやいなや（スーパーニュウニュウ）
- コウメ太夫
- ハリウッドザコシショウ

- 本田まさゆき(すっきりソング)
- こばんざめ佐藤
- SAMIDARE(キズマシーン)
- ロングホーン尾崎
- 佐々木孫悟空
- 森本サイダー
- 待っていた蔵この瞬間男
- 松本塁

| ファイナリスト         | ネタ順 | 事務所             | 登場回数       | ザコシ | キャプテン | 西村 | 得点計 |
| ---------------------- | ------ | ------------------ | -------------- | ------ | ---------- | ---- | ------ |
| ふるやいなや           | 8番    | マセキ芸能社       | 初出場         | 9.5    | 9          | 8    | 26.5   |
| 桐野安生               | 6番    | SMA                | 3大会連続4回目 | 9      | 7.5        | 9.5  | 26     |
| 野沢ダイブ禁止         | 2番    | げんしじん事務所   | 5大会連続5回目 | 8      | 8          | 9    | 25     |
| ハリウッドザコシショウ | 10番   | SMA                | 4大会連続5回目 | 8.5    | 8.5        | 8    | 25     |
| ウメ                   | 5番    | SMA                | 2大会連続2回目 | 8      | 9.5        | 7    | 24.5   |
| あぁ～しらき           | 7番    | グレープカンパニー | 2大会連続2回目 | 7.5    | 7          | 6    | 20.5   |
| チャーミング二郎       | 1番    | SMA                | 2大会連続3回目 | 7      | 7          | 6    | 20     |
| おほしんたろう         | 4番    | ワタナベ九州       | 初出場         | 5      | 4          | 7.5  | 16.5   |
| ともしげ               | 3番    | マセキ芸能社       | 初出場         | 5      | 5          | 6    | 16     |
| コウメ太夫             | 9番    | SMA                | 初出場         | 0      | 0          | 0    | 0      |

内容
- 2018年4月25日に発売したDVD『ハリウッドザコシショウのものまね100連発ライブ! SEASON2』の特典映像[2]として開催。
- ザコシショウの「新人をスーパー発掘したい」という意向により史上初の一般公募を実施[5]。応募総数は2万人(公称値)。実際は10人。動画(喚きサンプル)をメールで送付しザコシショウが審査する。プロの芸人のみ応募可能で素人の参加は不可[3]。
- 一般予選を勝ち上がったモグライダーともしげ・おほしんたろうを加え史上最多の10名がエントリー。
- 予選で落選した一般組はザコシショウが「ひどい」「地獄」と評する出来で、応募動画が1人3～4秒ほどのダイジェストで放送された。
- 審査方式は採点制。審査員はザコシショウと、キャプテン渡辺。そして当日は欠席していたが事前に審査したバイきんぐ西村が審査員長を務める。
- 2番手の野沢ダイブ禁止は安定した喚きを披露し高得点を獲得。第4回の王者・ウメも涙を誘う喚きで高得点。そして審査員から期待されていなかった桐野安生が大健闘した。
- コウメ太夫は本ネタが喚き主体のため期待されていたが、カットアップのような支離滅裂なネタを披露。西村の突き放した評点「0」を受け合計5点から満場一致の0点に変更された。
- 結果、ダイブ・桐野・ザコシを制し、欲望を爆発させた初出場・ふるやいなやが優勝。
- 本大会では始めて物品の優勝賞品であるトロフィーが贈られた。

### 第6回（会場：新宿シアターモリエール）
ファイナリスト
- こばんざめ佐藤 - 一般公募組
- ノボせもんなべ - 一般公募組
- 桐野安生
- 野沢ダイブ禁止(虹の黄昏)
- スーパー3助(にゃんこスター)
- ウメ
- ふるやいなや(スーパーニュウニュウ)
- ゆーびーむ☆
- 長友光弘(響)
- アキラ100%
- ハリウッドザコシショウ

- おほしんたろう
- 寺本太朗(しめじ)
- 帰ってきたちくわマン
- ロングホーン尾崎
- 唐戸デスマッチ(デッドリードライブ)
- 火物大一(松下ひもの)
- ゆっくんちゃん
- 松下(松下ひもの)
- 松本りんす(だーりんず)
- 比嘉速人
- 畑山大魂
- やす子
- 藤波かよ子
- 野田ちゃん

| ファイナリスト         | ネタ順 | 事務所            | 登場回数       | ザコシ | キャプテン | 西村 | 得点計 |
| ---------------------- | ------ | ----------------- | -------------- | ------ | ---------- | ---- | ------ |
| 野沢ダイブ禁止         | 4番    | げんしじん事務所  | 6大会連続6回目 | 8      | 7          | 9    | 24     |
| ふるやいなや           | 7番    | マセキ芸能社      | 2大会連続2回目 | 9      | 8          | 7    | 24     |
| ウメ                   | 6番    | SMA               | 3大会連続3回目 | 9      | 6          | 8.5  | 23.5   |
| ゆーびーむ☆            | 8番    | マセキ芸能社      | 初出場         | 9.5    | 5.5        | 8    | 23     |
| ノボせもんなべ         | 2番    | ワタナベ九州      | 初出場         | 7      | 6.5        | 8    | 21.5   |
| アキラ100%             | 10番   | SMA               | 初出場         | 8      | 6.5        | 7    | 21.5   |
| こばんざめ佐藤         | 1番    | げんしじん事務所  | 初出場         | 7      | 7          | 7.5  | 21.5   |
| ハリウッドザコシショウ | 11番   | SMA               | 5大会連続6回目 | 5      | 7.5        | 7.5  | 20     |
| スーパー3助            | 5番    | ワタナベ          | 4大会ぶり3回目 | 5      | 6.5        | 3    | 14.5   |
| 長友光弘               | 9番    | Victor Music Arts | 初出場         | 4.5    | 6.5        | ２   | 13     |
| 桐野安生               | 3番    | SMA               | 4大会連続5回目 | 4      | 5          | ４   | 13     |

内容
- 2020年6月24日発売のDVD『ハリウッドザコシショウのものまね100連発ライブ!SEASON3』の特典映像[6]として収録・開催。一般公募枠も継続。
- 史上最多のファイナリスト11名、予選のエントリー数は3兆人(公称値)。ザコシショウが「R-1ぐらんぷりの決勝でもおかしくない」という実力者揃い。
- 審査方式は前回同様ザコシショウ・バイきんぐ西村・キャプテン渡辺による採点制。審査員長は引き続き西村が務め、キャプテンはスタジオに不在で事前審査となる。
- 前回同様、一般公募枠の落選者はダイジェストでの紹介だったが、藤波かよ子は「おかわり」として応募動画がフルで流された。
- 第5回で好成績を収めた桐野安生は無観客の空気に飲まれ心が折れてしまい、TAKE2を撮った挙げ句さらに出来が悪くなってしまった。
- 過去2回優勝の野沢ダイブ禁止は安定の喚きを披露、久々に出場したスーパー3助は難解な上に常に音効を使うネタが裏目に出て低評価だった。
- しかし優勝経験のあるウメ・ふるやいなやは高評価を獲得し、初登場のゆーびーむ☆もキャプテンの点数が沈むものの大健闘。
- トリで登場したザコシショウは本編(ものまね100連発ライブ)収録後の出場でコンディションが悪く下位に沈んだ。
- 結果、野沢ダイブとふるやが同率1位で並び、最終的に審査委員長・西村の独断で野沢ダイブ禁止が3大会ぶり3回目の優勝に輝いた。

### 第7回大会(会場：四谷区民ホール)
ファイナリスト
- 野沢ダイブ禁止（虹の黄昏）
- 桐野安生
- チャーミングじろうちゃん　- 一般公募組
- まつなみ - 一般公募組
- かまぼこ体育館（虹の黄昏）
- AMEMIYA
- ふるやいなや（スーパーニュウニュウ）
- 街裏ぴんく
- 永野
- ハリウッドザコシショウ

- いつものとうたに、エックスデー田畑、おいどん、 レオン(大阪男塾)、オオシロ大魔神、大葉かやろう、お侍ちゃん、アイアム野田(鬼ヶ島)、ハヤブサマン(かえん)、鴨澤、北浦怜奈、京山幸太、ドイツみちこ(こじらせハスキー)、ゴスケ、こぱんざめ佐藤、 ヒノスポン(サイダーコーラ)、しょっぴー(さくらだモンスター)、三浦一馬(シイナ)、 Jaaたけや、池田吹雪・小野しょうた(ジャグチーる) 、承子クラーケン、鈴木奈都、添ねぇ、浅川琴音(大吟嬢) 、大将(スーパーニュウニュウ)、大門与作、竹下ポップ、にーくん(弾力素材)、ちびシャトル、超時空さをぴ、 みやざわ春紫苑(長髪とロン毛)、デイエノボル、テラシマシュウジ、トミタウミリク、豊田耕造、吉田とん(とんたくと) 、なかよしパフ、爆烈Q、 しばた(バリカンポリス)、ピーガブニシグチ、藤波かよ子、近本ギア(プレイクジェンガ) 、篠木(ぽ〜くちょっぷ)、歩子、舞、 アライ(まぐろ兄弟)、水越一仁、MrBB 、 みっちー、Men's 石橋、MORIYAMA、ヤギヌマスケッチ、ゆず姉(ゆずの花) 、蘭丸、ロングホーン尾崎、わっしょい☆田中

| ファイナリスト           | ネタ順 | 事務所             | 登場回数       | ザコシ | キャプテン | 西村 | 得点計 |
| ------------------------ | ------ | ------------------ | -------------- | ------ | ---------- | ---- | ------ |
| 永野                     | 9番    | グレープカンパニー | 初出場         | 9.5    | 10         | 9.5  | 29     |
| ふるやいなや             | 7番    | マセキ芸能社       | 3大会連続3回目 | 9      | 8.5        | ９   | 26.5   |
| 桐野安生                 | 2番    | SMA                | 5大会連続6回目 | 8.5    | 8.5        | 9    | 26     |
| AMEMIYA                  | 6番    | SMA                | 初出場         | 8.5    | 9          | 8.5  | 26     |
| かまぼこ体育館           | 5番    | フリー             | 初出場         | 9      | 8          | 9.5  | 25.5   |
| ハリウッドザコシショウ   | 10番   | SMA                | 6大会連続7回目 | 8.5    | 9          | 8    | 25.5   |
| 野沢ダイブ禁止           | 1番    | フリー             | 7大会連続7回目 | ８     | 8.5        | 8    | 24.5   |
| チャーミングじろうちゃん | 3番    | SMA                | 2大会ぶり4回目 | 8      | 8          | 8    | 24     |
| まつなみ                 | 4番    | TWIN PLANET        | 初出場         | 8      | 7.5        | 7.5  | 23     |
| 街裏ぴんく               | 8番    | トゥインクルCP     | 初出場         | 7      | ８         | ７   | 22     |

内容
- 2023年3月29日に発売したDVD『ハリウッドザコシショウのものまね100連発ライブ! SEASON4』の特典映像として開催[7]。
- 初の試みとしてDVD発売前の3月26日に先行配信が行われた[8]。その後2024年8月22日～9月1日にYoutubeにて配信された「珍棒ぶらりんちょTV」内で無料公開された[9]。

### 第7.5回大会(会場：イイノホール)
ファイナリスト
- 野沢ダイブ禁止（虹の黄昏）
- チャーミングじろうちゃん
- 岡田誠（横一郎） - 元「だいごとまこと・まこと」
- 長友光弘（響）
- かまぼこ体育館（虹の黄昏）

| ファイナリスト           | ネタ順 | 事務所            | 登場回数       |
| ------------------------ | ------ | ----------------- | -------------- |
| 野沢ダイブ禁止           | 1番    | フリー            | 8大会連続8回目 |
| チャーミングじろうちゃん | 2番    | SMA               | 2大会連続5回目 |
| 岡田誠                   | 3番    | SMA               | 4大会ぶり3回目 |
| 長友光弘                 | 4番    | Victor Music Arts | 2大会ぶり2回目 |
| かまぼこ体育館           | 5番    | フリー            | 2大会連続2回目 |

内容
- 2024年9月14日、「おまえいったなー！ツアー内」企画「ザコシの動画てポン！公開収録」として開催[10]。
- プレ大会同様に番外的な立ち位置であり、出場人数は少なく5人。第3回以来となる有観客の開催である。
- 史上初のリアルタイムでの審査が行われ、ザコシショウが審査員席に入った事で第1回から続いていた連続出場記録が7でストップした。
- 審査方式はザコシショウと特別審査員・バイきんぐ西村の協議制で、得点はつけず優勝者を決定した。
- 長友を除く4人が下半身系の下ネタを用い、1～3番手の3人に至っては連続でモザイクが掛かるなどした為ザコシショウが「珍棒ネタの大会じゃないですからね」と釘を差す事態となった。
- 久々の出場となった岡田誠は欲望を爆発させる狂気を見せたが、特別審査員西村に「まだ足りない」とまさかの評価を受けた。
- 2大会連続でトップバッターとなった野沢ダイブ禁止がツカミの速さと空気感の構築が評価され優勝し、通算4度目の優勝となった。